# Saint-Gilles (Gard)
Saint-Gilles [sɛ̃ ʒil], zur Unterscheidung auch Saint-Gilles-du-Gard genannt, ist eine französische Gemeinde im Département Gard in der Region Okzitanien. Sie zählt zum Arrondissement von Nîmes und ist Hauptort des Canton de Saint-Gilles.

## Geografie
Saint-Gilles hat auf einer Fläche von 153,73 km² 14.427 Einwohner (Stand 1. Januar 2022). Das Gemeindegebiet umfasst einen Großteil der Petite-Camargue und liegt westlich von Arles. Die Stadt wird vom Canal du Rhône à Sète erschlossen, der allerdings in Beaucaire stumpf endet. Etwa fünf Kilometer südöstlich der Stadt stellt der Canal de Saint-Gilles eine Verbindung mit der Petit Rhône her, die von der Schifffahrt genutzt wird. Der alte Ortskern erhebt sich auf einem kleinen Felssporn.

## Geschichte

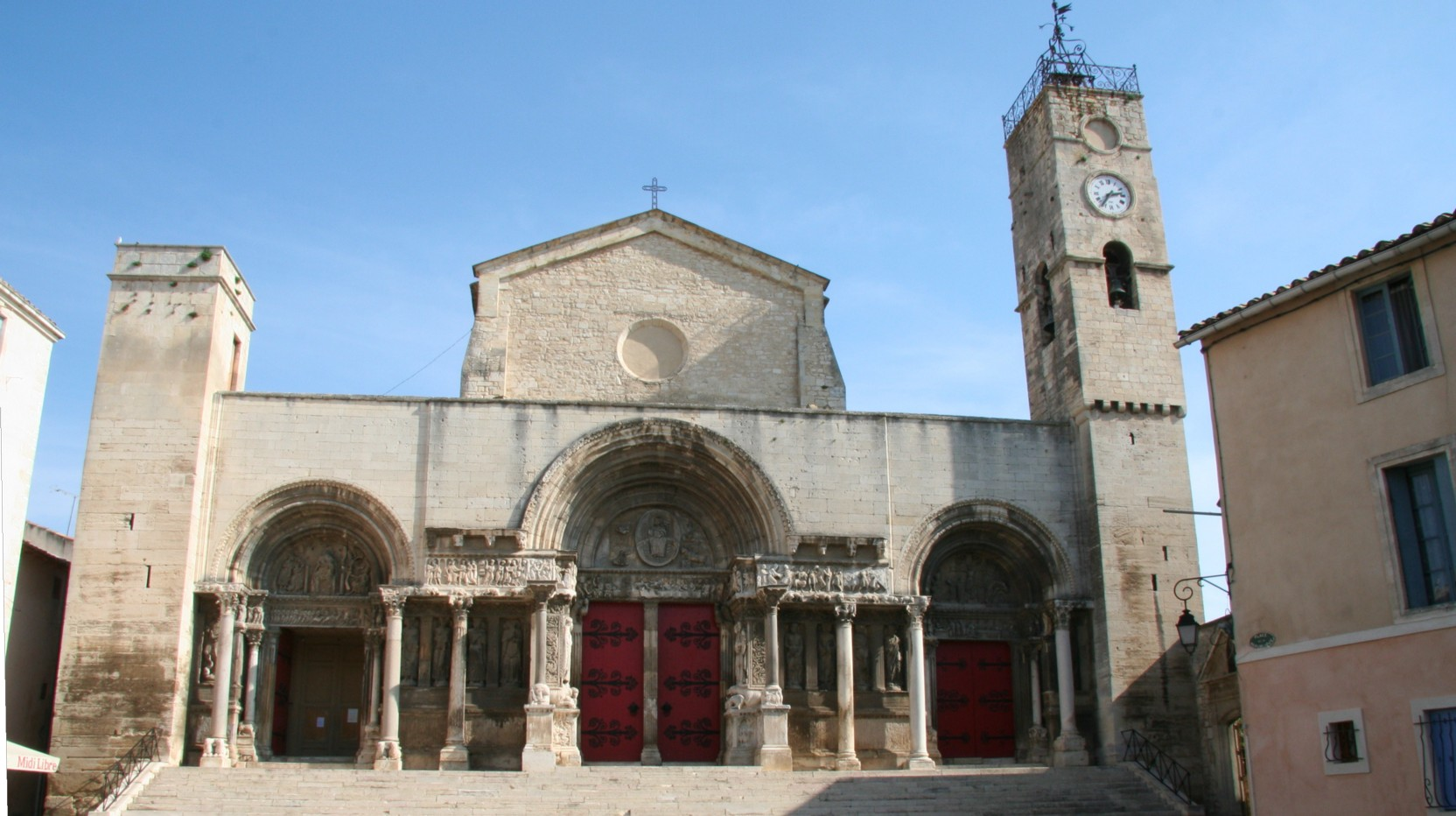
Abteikirche Saint-Gilles von Westen

Ort und Kirche verdanken ihren Namen dem aus Athen stammenden Kaufmann Aegidius, der sich hier im 7. Jahrhundert als Eremit niederließ und das Benediktiner-Kloster Saint-Gilles gründete. Ägidius wurde später „Saint Gilles“ genannt und zum Heiligen erhoben; er ist einer der Vierzehn Nothelfer. Der Legende nach ist er begraben in der Krypta der Abteikirche Saint-Gilles.

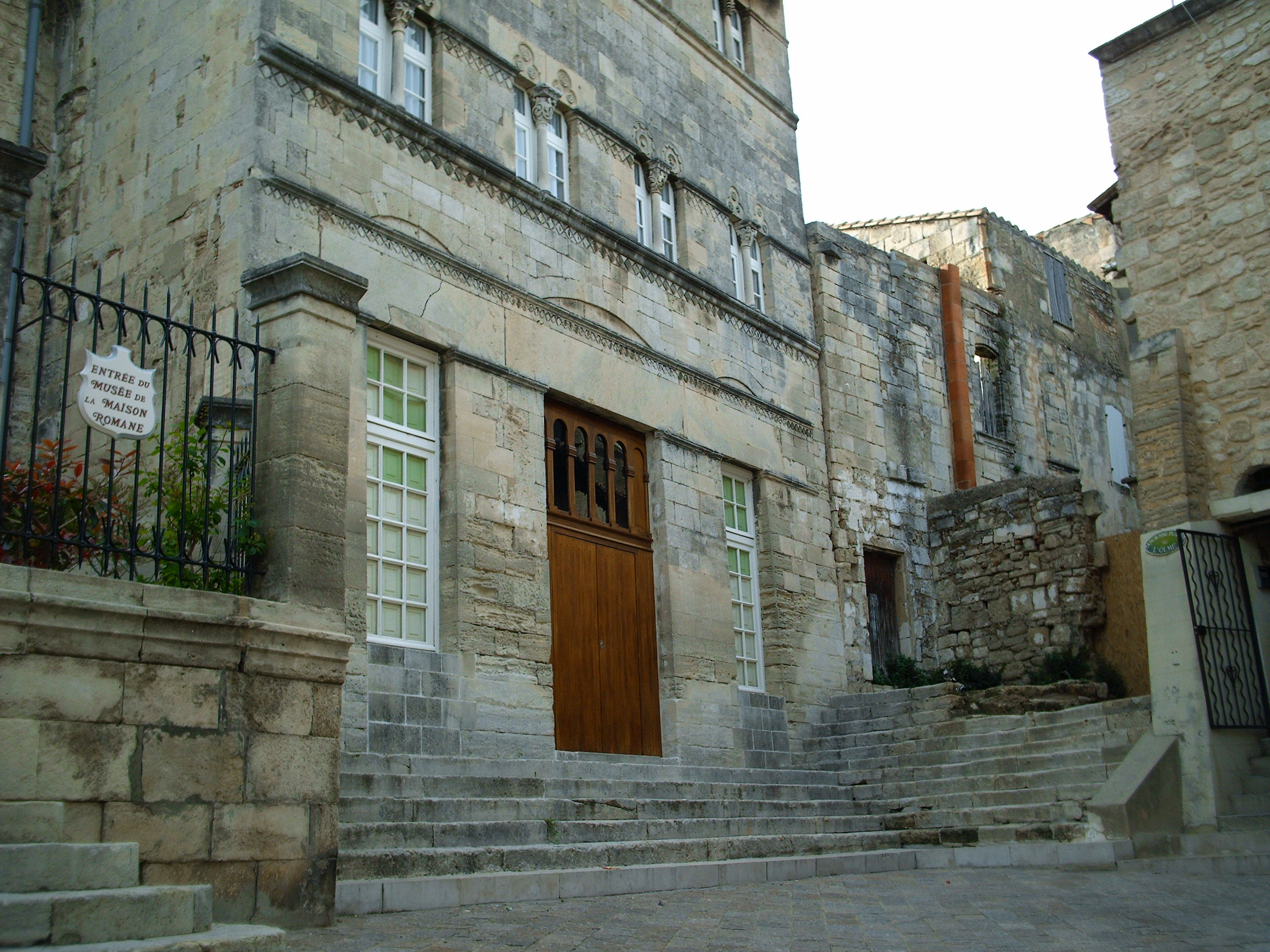
Romanisches Haus

Bereits im 11. Jahrhundert war Saint-Gilles eine bedeutende Sammelstation auf der Via Aegidia, einem der Wege der Jakobspilger nach Santiago de Compostela, geworden. Auch aufgrund der zunehmenden religiösen Bedeutung entwickelte sich neben dem Kloster die Stadt Saint-Gilles, die als Handelszentrum über den Seitenarm der Rhône mit dem Mittelmeer verbunden war.
Bei Baubeginn der romanischen Kirche im Jahre 1116 erlebte die Stadt ihre größte Blüte. Im 13. Jahrhundert zählte sie 40.000 Einwohner und war eine der größten Hafenstädte am Mittelmeer.
Unweit der Place de la Republique steht ein romanisches Wohnhaus, das Maison Romane; angeblich ist dort Papst Clemens IV. geboren. In dem in diesem Haus untergebrachten Museum finden sich Skulpturen und bauliche Fragmente aus dem alten Chor der Abteikirche.

### Bevölkerungsentwicklung
| Jahr                       | 1962 | 1968 | 1975 | 1982 | 1990   | 1999   | 2006   | 2017   |
| Einwohner                  | 6721 | 8742 | 8679 | 9887 | 11.304 | 11.626 | 13.234 | 13.607 |
| Quellen: Cassini und INSEE |      |      |      |      |        |        |        |        |

## Sehenswürdigkeiten
Die Abteikirche Saint-Gilles, auch Abteikirche St. Äegidius, wurde in den Jahren 1125 bis 1150 erbaut und gehörte zu einer Klosteranlage der Benediktiner. Wegen des Grabes des Heiligen Ägidius ist sie bis in die Gegenwart eine bedeutende Etappe auf der Via Tolosana, einem der französischen Abschnitte des Jakobsweges nach Santiago de Compostela.

Seit 1998 ist die Kirche – als Bestandteil der „Wege der Jakobspilger in Frankreich“ – Teil des Weltkulturerbes der UNESCO.

## Städtepartnerschaft
Mit Altopascio in der Toskana (Italien) ist Saint-Gilles durch eine Partnerschaft verbunden, seit dem Jahr 2016 auch mit der Stadt Abensberg in Niederbayern.

## Persönlichkeiten
- Ägidius († wahrscheinlich 720), Abt der Abtei Saint-Gilles
- Raimund von St. Gilles (1041/1042–1105)
- Peter de Bruys († um 1132), Führer der Petrobrusianer
- Clemens IV. (um 1200–1268), Papst der römisch-katholischen Kirche
- Pierre de Castelnau († 1208 nahe der Abtei Saint-Gilles), päpstlicher Legat
- Pierre Subleyras (1699–1749), französischer Maler des Barock
- Georges-Jean Arnaud (1928–2020), Schriftsteller
- Adolf Scherer (1938–2023), tschechoslowakischer Fußballspieler; lebte nach seiner Karriere in Saint-Gilles
- Guilaine Londez (* 1965), Schauspielerin